# Bacbi
Baci (Bats, Cova-Tuši /Tsova-Tush).- Maleni narod iz grupe Naha, srodan Čečenima i nastanjen u Gruziji, poglavito u selo Zemo Alvani. Baci sami sebe nazivaju Batsba Nah a svoj jezik batsba motjiti. Gruzijci ovaj maleni narod nazivaju Cova-Tuši a Didojci Tsuv-ak. Baci su moguće porijekla od Inguša i Čečena koji migriraju u istočnu Gruziju u ranom 19. stoljeću. Danas se polako pretapaju u Gruze.
Baci nemaju svoga pisma a kao literarni služi im gruzijski jezik. Do sredine 19 stoljeća oni su bili nastanjeni u Tušetiji, planinskoj regiji na sjeverozapadu Gruzije gdje su imali 4 sela: Sagirta, Otelta, Mozarta i Indurta, da bi se kasnije nastanili na Kahetinskoj ravnici, gdje su se očuvali do danas, a ima ih i iseljenih u druge veće gruzijske gradove, uključujući i Tbilisi. 
Sedamdesetih godina 20. stoljeća tek polovica sela Zemo Alvani može govoriti materinskim jezikom, dok se ostatak služi gruzijskim. Prema UN-ovim podacima 2006. ima ih 2,200.

## Vanjske poveznice
- Batsi
- The Bats